# Fabrizio Fontana
Fabrizio Fontana (né en 1620 à Turin et mort le 28 décembre 1695 à Rome) est un organiste et compositeur italien du XVIIe siècle.

## Biographie
Ordonné prêtre, Fabrizio Fontana est inscrit comme organiste parmi les membres de la Congrégation de Sainte-Cécile de Rome en 1650. Il officie à la Chiesa Nuova jusqu'en 1657, où il est appelé à remplacer Alessandro Costantini à la Basilique Saint-Pierre. En 1692, il devient l'organiste de l'Église Santa Maria dell'Anima.
Il a publié un recueil de 12 ricercari (1677), inspirés par le style ''ancien et grave'' des Fantaisies de Girolamo Frescobaldi.